# Chigring
Chigring ist eine seltene, mit Stöckchen geschlagene Röhrenzither aus Bambus, die von den Garo im nordostindischen Bundesstaat Meghalaya als Perkussionsinstrument eingesetzt wird. Ihr weicherer Klang gegenüber der Röhrentrommel dama wird bei Tänzen und Volksliedern bevorzugt.

## Bauform und Spielweise
Der Resonanzkörper besteht aus einem etwa 55 Zentimeter langen Segment einer Bambusröhre, das knapp hinter zwei Knoten abgeschnitten wurde. Der Durchmesser beträgt etwa 7,5 Zentimeter. In der Mitte der Röhre befindet sich an einer Stelle ein rechteckiges Loch von etwa 1 × 1,5 Zentimetern, das teilweise mit einer dünnen Membran überklebt ist. Auf jeder Seite dieses Schalllochs verlaufen jeweils drei Saiten längs über die Röhre. Die Saiten sind idiochord, sie werden in feinen parallelen Streifen in einer Länge von 45 Zentimetern aus der oberen Schicht der Bambusröhre herausgeschält und mit kleinen untergeschobenen Stegen an ihren Enden auf Abstand vom Rohr gebracht. Die Tonhöhe lässt sich durch Verschieben dieser Stege einstellen. Schnurwicklungen um das Rohr an den Enden der Saiten verhindern deren Ausreißen.
Der sitzende Spieler hält das Instrument zwischen seinen Knien und einer Schulter oder dem Hals eingespannt schräg geneigt vor sich und schlägt die Saiten beidhändig leicht mit zwei dünnen, 22 Zentimeter langen Bambusstreifen. Die Saiten bringen helle, auf der linken und rechten Seite unterschiedlich hoch klingende Töne mit wenig Nachhall hervor. Ein Dämpfungseffekt lässt sich erzielen, wenn die Saiten mit der linken Hand niedergedrückt und mit dem Bambusstab in der rechten Hand geschlagen werden.

## Verbreitung
Die Garo teilen ihre Musikinstrumente nach dem Gebrauch in der unterhaltenden oder religiös-rituellen Musik ein. Letztere folgt den Regeln der Stammestradition. Die lange, zweifellige Röhrentrommel dama darf nur bei religiösen Tänzen und Zeremonien eingesetzt werden. Ähnliche Restriktionen bestehen auch für die Kesseltrommel nagra und für den Gong rang. Im Gegensatz hierzu kann die chigring zur Begleitung unterhaltender Tänze und Volkslieder von Männern und Frauen gespielt werden. Sie soll für alle, bei der dama üblichen Schlagtechniken benutzbar sein und dient daher als Übungsinstrument für Jungen, bevor sie die dama bei offiziellen Anlässen spielen.
Für Unterhaltungslieder und manche geheime, nächtliche Rituale sind die leiseren Schläge der chigring besser geeignet als eine Trommelbegleitung. Bei der zweitägigen Nachbestattungszeremonie mangona (oder chugana) wird auf dem Hof der Familie eine kleine, delang genannte Bambushütte errichtet, in welcher der Tontopf mit den Gebeinen des Verstorbenen steht, bevor man ihn später unter der Türschwelle des Hauses vergräbt. Zu den nachts im Gehöft und im Dorf aufgeführten Ritualen für den Geist des Toten gehören Klagelieder und Tänze. Die Tänzer werden von Messingzimbeln, dem Büffelhorn mit langer Bambusröhre adil, der zwischen den Knien gehaltenen Bambusröhre kimjim (auch dimchrang) und der chigring begleitet.
Einige Volksgruppen in Assam kennen ein ähnliches, zweisaitiges Instrument derselben Länge mit vier Zentimetern Durchmesser, das gintang (jintang), dhup talow oder jeng toka („Saiten-toka“, zur Abgrenzung von der Bambusklapper toka) genannt wird. Auch diese idiochorde Röhrenzither besitzt ein Schallloch in der Mitte, die Röhre hat jedoch nur an einem Ende einen durch den Knoten verschlossenen Boden, das andere, vor dem Knoten abgeschnittene Ende ist offen. Zum Anschlagen der beiden Saiten reicht ein Bambusstab. Eine Klangmodulation ist möglich, wenn das offene Ende wie der Resonanzkörper bei einem Musikbogen gegen den Bauch gedrückt wird.
Zwei andere, mit Stöckchen geschlagene Bambusröhrenzithern heißen tutum dar bei den Mizo im Bundesstaat Mizoram und singphong oder sing diengphong bei den Khasi in Meghalaya. Die zu den Arakanesen gehörenden Mog in Tripura kennen eine Röhrenzither, die wie eine Schlitztrommel quer vor dem Spieler auf dem Boden liegt und zur Stabilisierung ihrer Position auf einem Holzklotz festgebunden wurde. In Andhra Pradesh und Oriya kommt die ronzagontam vor. Die in der östlichen Himalayaregion gespielte zweisaitige yalambar wird mit den Fingern gezupft.
Bambusröhrenzithern sind die einfachste Bauart der Stabzithern, von denen die in der nordindischen klassischen Musik gespielte rudra vina ein verfeinertes Beispiel ist. Sie gelten allgemein als eine mögliche Vorstufe für die Herausbildung der vinas. Ein auf Bambusröhrenzithern zurückführbares Saiteninstrument, das mit Stöckchen geschlagen wird und einfache Tonfolgen hervorbringt, ist die südindische gettuvadyam, eine Langhalslaute mit zwei Doppelsaiten. Wesentlich ausgereifter ist die südindische Langhalslaute gottuvadyam.
Weitere Bambusröhrenzithern außerhalb der nordostindischen Region werden nicht perkussiv geschlagen, sondern als Melodieinstrumente mit den Fingernägeln gezupft. Erhalten haben sich unter anderem die valiha auf Madagaskar, die sasando auf der indonesischen Insel Roti und die kolitong auf den Philippinen.